# Ethan Allen Hitchcock (1798-1870)
Ethan Allen Hitchcock (18 mai 1798 – 5 août 1870) est un officier de carrière de l'armée des États-Unis et auteur, qui a eu des affectations au département la Guerre à Washington, D.C., au cours de la guerre de Sécession, au cours de laquelle il sert en tant que major général.

## Avant la guerre
Hitchcock naît à Vergennes, dans le Vermont. Son père est Samuel Hitchcock (1755-1813), un avocat qui sert en tant que juge de district des États-Unis pour le Vermont, et sa mère est Lucie Caroline Allen (1768-1842), la fille du général héros de la guerre d'indépendance Ethan Allen ; bien qu'il n'y ait aucune ressemblance avec la vie du révolutionnaire, Lucie a dit qu'il ressemblait fortement à Ethan Allen Hitchcock. Parmi les frères et sœurs de Hitchcock se trouve Henry Hitchcock (en), un juge en chef de la cour suprême d'Alabama. Le fils d'Henri, Ethan Hitchcock a servi comme secrétaire de l'Intérieur sous William McKinley. Un autre fils de Henry, Henry Hitchcock (en), est un éminent avocat à Saint-Louis. Ethan A. Hitchcock est diplômé de l'académie militaire de West Point en 1817 (dix-septième sur 19 cadets) et reçoit une commission de troisième lieutenant de l'artillerie de campagne. 
Il est promu capitaine en 1824. De 1829 à 1833, il sert comme commandant des cadets à West Point et il est promu commandant en 1838. En 1842, il atteint le grade de lieutenant-colonel du 3rd U.S. Infantry, commandant de fort Stansbury (en).
Il sert lors de la guerre séminole en Floride, dans le nord-ouest du Pacifique, et lors de la guerre américano-mexicaine, où il sert comme inspecteur général (en) du général Winfield Scott lors de la marche sur la ville de Mexico. Il reçoit un brevet de promotion de colonel pour sa participation aux batailles de Contreras et de Churubusco et de brigadier général pour celle de Molino del Rey.
En 1851, il devient colonel du 2nd U.S. Infantry (en). De 1851 à 1854, il commande la division du Pacifique (en), puis le département du Pacifique.
En octobre 1855, il démissionne de l'armée à la suite d'un refus du secrétaire de la Guerre, Jefferson Davis pour prolonger de quatre mois un congé qu'il a demandé pour des raisons de santé. Il s'installe à St. Louis, au Missouri, et commence une retraite présumée, s'occupant avec l'écriture et des études de littérature générale et de philosophie.
Hitchcock est un diariste, et les écrits de son journal de cette époque ont servi en tant que source essentielle de preuve pour la réinterprétation de Howard Zinn de l'histoire des États-Unis, Voices of A People's History of the United States (en).

## Guerre de Sécession
Après le début de la guerre de Sécession, Hitchcock demande à reprendre le service, mais cela lui est refusé. C'est seulement après l'intervention de Winfield Scott qu'il est nommé major-général en février 1862 et devient conseiller spécial auprès du secrétaire de la Guerre. Du 17 mars au 23 juillet 1862, il sert en tant que président du conseil de guerre, l'organisation qui aide le président Abraham Lincoln et le secrétaire à la Guerre, Edwin M. Stanton dans la gestion du département de la Guerre et le commandement des armées de l'Union au cours de la période dans laquelle il n'y a pas de général en chef. Le major général George B. McClellan a été démis de ses responsabilités en tant que général en chef et le major général Henry W. Halleck le l'a pas encore remplacé.
Hitchcock siège à la cour martiale du major général Fitz John Porter, qui condamne le général pour désobéissance et lâcheté. De novembre 1862 jusqu'à la fin de la guerre, il sert comme commissaire à l'échange des prisonniers de guerre, puis comme commissaire général des prisonniers.

## Après la guerre
Hitchcock quitte le service en 1867 et s'installe à Charleston, en Caroline du Sud, puis à Sparte, en Géorgie. Il meurt sur la plantation Glen Mary (en) à Sparte, en 1870, et est enterré dans le cimetière national de West Point, à New York.

## Contributions aux études d'alchimie
Au moment de sa mort, Hitchcock a amassé une grande bibliothèque privée, comprenant plus de 250 volumes sur l'alchimie. Cette collection est largement considérée comme l'une des plus belles collections privées d'ouvrages rares d'alchimie et est conservée par la St. Louis Mercantile Library (en) à l'université de Missouri-St-Louis (en). Avec Remarks upon Alchemy and the Alchemists et d'autres écrits, Hitchcock a fait valoir que les alchimistes étaient en fait des philosophes religieux écrivant dans le symbolisme. Dans Problems of Mysticism and its Symbolism, le psychologue viennois Herbert Silberer crédite Hitchcock d'avoir aider à ouvrir la voie de ses explorations du contenu psychologique de l'alchimie.

## Collection musicale
Hitchcock joue également de la flûte et amasse une importante collection de musique pour flûte. Dans les années 1960, presque cent ans après sa mort, une partie de la collection de musique personnelle de Hitchcock est découverte à Sparte, en Géorgie. Cette collection, qui se compose de 73 volumes reliés et environ 200 manuscrits non reliés, se trouve actuellement dans la bibliothèque de musique de Warren D. Allen à l'université de l'État de Floride (FSU). Parmi cette collection se trouvent des œuvres de certains de ses contemporains, des manuscrits de musique écrits à la main par Hitchcock lui-même, et les éléments de correspondance personnelle. L'acquisition de la bibliothèque de ces objets est célébrée, en 1989, par un récital donné par les étudiants en flûte de la FSU et suivi par plusieurs des descendants de Hitchcock.

## Œuvres choisies
- Remarks upon Alchemy and Alchemists (publié en 1857)
- Swedenborg a Hermetic Philosopher (1858)
- Christ the Spirit (1861)
- The Story of the Red Book of Appin (1863)
- Spenser's Poem (1865)
- Notes on the Vita Nuova of Dante (1866)
- Remarks on the Sonnets of Shakespeare (1867)
- Fifty Years in Camp and Field (posthume, 1909)
- A Traveler in Indian Territory: The Journal of Ethan Allen Hitchcock, Late Major-General in the United States Army (posthume, 1930)